# 5476 Mulius
Az 5476 Mulius (ideiglenes jelöléssel (5476) 1989 TO11) egy kisbolygó a Naprendszerben. Bus, S. J. fedezte fel 1989. október 2-án.